# Ludwig Albrecht Gottfried Schrader
Ludwig Albrecht Gottfried Schrader (* 9. August 1751 in Wolfenbüttel; † 17. Januar 1815 in Kiel) war ein deutscher Jurist.

## Leben und Wirken
Ludwig Albrecht Gottfried Schrader war ein Sohn des Kieler Bergfachmannes und königlichen dänischen Kammerrates Johann Heinrich Burchard Schrader (* 14. November 1717 in Eschershausen; † 2. Februar 1803 in Kiel) und dessen Ehefrau Clara Elisabeth, geborene Heckenauer (* 1729/30). Sein Bruder Johann Gottlieb Friedrich Schrader war ein Astronom und Physiker.
Schrader studierte Rechtswissenschaften, u. a. an der Universität Göttingen, an der er sich am 6. Mai 1772 einschrieb. Danach arbeitete er als Advokat in Elmshorn und ab 1779 als Regierungs- und Obergerichtsadvokat in Pinneberg. Am 15. Januar 1789 übernahm er eine ordentliche Professur der Rechte an der Universität Kiel. 1805 wurde er zum königlichen dänischen Etatsrat ernannt. Im Januar 1803 folgte er auf Friedrich Christoph Jensen (1754–1827) als Sekretär der fortwährenden Deputation der schleswig-holsteinischen Ritterschaft. Auf ihn folgte hier später Friedrich Christoph Dahlmann.
Schrader schrieb über unterschiedlichste Dinge, so über Grundgesetze der Natur während der Geburt, das Leben und Sterben des Menschen, Chemie, Salze aus Oldesloe, das Fischereiweisen, die Arbeit der Ammen, das Gesinde, Ackerbau, die Gesundheitspolizei und insbesondere über das Armen- und Versicherungswesen. Dies zeigt, dass er ein polyhistorisch gelehrter Kameralist und Jurist war, der sich um die Aufklärung bemühte.
Wesentlich bedeutender als diese Schriften waren Schraders Arbeiten zum Zivil-, Prozess- und öffentlichen Recht Schleswig-Holsteins und seine juristisch-politischen Aktivitäten für die Ritterschaft und deren Auseinandersetzung Schleswig-Holsteins gegen den dänischen Zentralismus. Er war die erste Person seit Carl Henrich Dreyer, die sich nachhaltig mit der Rechtsgeschichte Schleswig-Holsteins befasste. Dabei schuf er eine umfassende Sammlung und stellte das Landesrecht dar. Das Handbuch der vaterländischen Rechte umfasste 4 Teile und erschien zwischen 1784 und 1793 in Altona und 1819 in Schleswig. Das Lehrbuch der schleswig-holsteinischen Landesrechte bestand aus drei Teilen, die zwischen 1800 und 1806 in den Druck gingen. Hinzu kamen andere partikulärrechtliche Arbeiten.
Schraders Arbeiten zeigen, dass er Inhalte, basierend auf sicherem Wissen, klar darstellen konnte. Er fasste diese sinnvoll auf, ließ den allgemeinen deutschrechtlichen Zusammenhang nicht aus und stellte Differenzen zum gemeinen römischen Recht dar. Niels Nikolaus Falck brachte Schrader daher Hochachtung entgegen. Falcks Handbuch des schleswig-holsteinischen Privatrechts löste später Schraders Arbeiten größtenteils ab.
An der Kieler Hochschule erwies sich Schrader als praktisch veranlagter Lehrer, was sich insbesondere in seinen Übungen zum Verfahrensrecht zeigte. Als Justitiar und Gerichtshalter betreute er mehrere Güter, zu denen ihn seine Schüler begleiteten. Dort besuchten sie Gerichtssitzungen und lernten so die praktische Arbeit von Richtern und Anwälten kennen.
Im Rahmen seiner Arbeiten für die schleswig-holsteinische Ritterschaft erarbeitete Schrader mehrere bedeutende Stellungnahmen zur Agrarverfassung, zur Leibeigenschaft, zur Steuerfreiheit und zum Steuerbewilligungsrecht. Im Jahr 1797 schrieb er, dass das Bauernlegen seitens der Gutsbesitzer rechtens sei, da das Allgemeinwohl nie durch Beschädigung von Privateigentum erreicht werden sollte. Aus moralisch-politischer Perspektive sah er sie jedoch eindeutig nicht im Recht. Schraders Abhandlung beförderte die Beseitigung der Leibeigenschaft und führte zu Gegenschriften, darunter von Dietrich Hermann Hegewisch.
In Auseinandersetzungen der schleswig-holsteinischen Ritter mit dem dänischen Königshaus Anfang des 19. Jahrhunderts schrieb Schrader mehrere ungedruckte Stellungnahmen. Daran prüfte er stets, ob Ansprüche der Ritter gerechtfertigt seien und stimmte dem stets zu. In gedruckter Form erschien 1803 der Versuch einer pragmatischen Darstellung der Steuerfreiheit der Prälaten, Ritterschaft und adeligen Güter Dieser liefert erstmals eine klare Übersicht über die Geschichte und Ausgestaltung dieses Vorrechts der Ritterschaft. Dahlmann schrieb später berühmte Apologien über das Steuerbewilligungsrecht, die eng an Schraders Schrift anknüpften.

## Familie
Schrader war verheiratet mit Justina Magdalena Johanna, geborene Schrader (* 1757/58; † 31. Dezember 1841 in Poppenbüttel). Das Ehepaar hatte sechs Söhne und eine Tochter. Zu ihnen gehörten:
- Der Jurist und Hochschullehrer Karl Martin Wilhelm Schrader (1781–1810).
- Der Sohn Ludwig Friedrich Gabriel (1786–1866). Er arbeitete als Bürgermeister und Stadtvogt von Hadersleben, später als Stadt- und Polizeibeamter.
- Der Sohn August Ferdinand Schrader (1794–1857) arbeitete als Jurist und Gerichtsschreiber.

Zu Schraders Enkeln gehörten:
- Der Pastor und Abgeordnete Ludwig Christian Schrader.
- Der Arzt Christian Ulrich Detlev Schrader (* 1819), der 1866 nach Australien auswanderte.
- Ludwig Heinrich Ferdinand Schrader (* um 1830) arbeitete zunächst als Jurist und Amtshaussekretär. Er emigrierte nach 1860 nach Amerika und arbeitete dort als Journalist.